# Cerkiew św. Mikołaja w Rudominie
Cerkiew św. Mikołaja – parafialna cerkiew prawosławna w Rudominie.

## Historia
Cerkiew została wzniesiona w latach 1874–1876 jako kaplica cmentarna przypisana parafii Przemienienia Pańskiego, której siedzibą była druga cerkiew w Rudominie. W czasie I wojny światowej cerkiew ta została zdewastowana, a poważny spadek liczby prawosławnych zamieszkujących miasteczko sprawił, że nie podjęto w niej prac renowacyjnych. Cerkiew św. Mikołaja była wtedy obiektem pomocniczym parafii Zaśnięcia Matki Bożej w Wilnie. W 1947 zyskała status parafialnej.

## Architektura
Cerkiew jest wzniesiona z drewna. Wejście do niej prowadzi przez ganek, po obydwu stronach którego znajdują się po dwa prostokątne okna. Dach budynku malowany jest na niebieskozielono. Cerkiew posiada pojedynczą sygnaturkę z cebulastą kopułą i krzyżem prawosławnym zlokalizowaną w centrum nawy. 